# Крим.Реалії
Крим. Реалії (крим. Qırım.Aqiqat, рос. Крым.Реалии) — кримський проєкт української служби Радіо Свобода, частина міжнародної інформаційної компанії Радіо Вільна Європа/Радіо Свобода. Проєкт стартував у березні 2014 року, відразу після анексії Кримського півострова Росією.
 
Вже навесні 2014 року кримська команда української редакції Радіо Свобода створила 3 інформаційні сайти — російською (Крым. Реалии), українською (Крим. Реалії) та кримськотатарською мовами (Qırım.Aqıqat). З літа 2014 року готує щотижневу україномовну телевізійну програму «Крим. Реалії» на телеканалі новин «24», а з початку 2017 року — щотижневу російськомовну телевізійну програму «Крым. Реалии» на міжнародному телеканалі «Настоящее Время». У вересні 2015 року команда Крим. Реалії за сприяння Українського радіо запустила Радіо Крим. Реалії, яке транслює свої передачі на середніх хвилях на більшу частину території Криму, південний схід України та передгірні райони Північного Кавказу Росії. З вересня 2017 року з Чонгару розпочалася трансляція у форматі 24 години 7 діб на тиждень на частоті 105.9 MHz на територію північно-східного Криму. Головний редактор Крим. Реалії (з 2014 року) — заслужений журналіст України Володимир Притула.
З 8 січня 2022 року програма виходить на телеканалі Україна 24 щосуботи.

## Нагороди
- 31 січня 2018 року кримський журналіст Микола Семена і проєкт Крим.Реалії отримали ордени «За мужність» імені Андрія Сахарова, які вручають «сучасним публіцистам, які стоять на стороні правди»[5]
- 12 грудня 2020 року проєкт Крим. Реалії отримали премію «Високі стандарти журналістики-2020»: у категорії «За якісний регіональний/нішевий медійний проєкт»[6][7]

## Параметри супутникового мовлення
- Супутниковий ретранслятор — Hot Bird 13В
- Орбітальна позиція —  13  градус східної довготи
- Частота прийому — 12226 MHz
- Символьна швидкість — 27500 Мсимв/c
- Поляризація — вертикальна
- Корекція помилок (FEC) — 3/4